# Wintersberg (Bad Honnef)

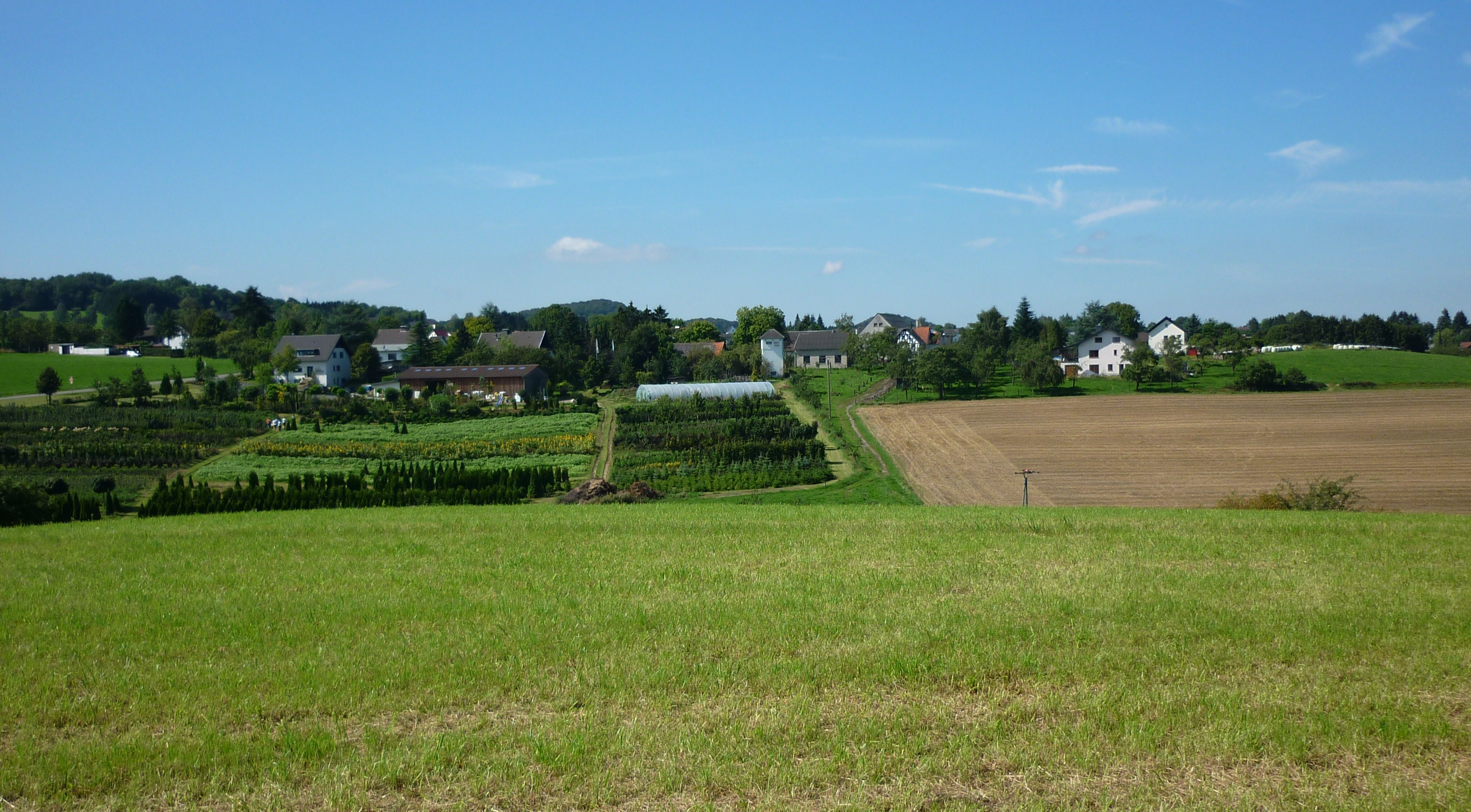
Blick auf Wintersberg von Osten (2011)

Wintersberg ist ein Ortsteil von Aegidienberg, einem Stadtbezirk von Bad Honnef im nordrhein-westfälischen Rhein-Sieg-Kreis.

## Geographie
Der Weiler Wintersberg liegt in der südwestlichen Mitte der Gemarkung Aegidienberg auf etwa 275 m ü. NHN. Die Ortschaft erstreckt sich auf einem allgemein nach Norden abfallenden Bergrücken zwischen dem Kochenbach im Westen und dem Wintersberger Bach im Osten sowie dem Zusammenfluss beider Bäche (235 m ü. NHN) im Norden, befindet sich selbst aber auf einem eher ebenen Gelände. Unmittelbar südlich schließt sich der Ortsteil Höhe an, weitere Nachbarorte sind Siefenhoven im Westen und Retscheid im Nordosten. Im Süden wird Wintersberg von der in West-Ost-Richtung verlaufenden Kreisstraße 6 (Himberg–Wülscheid) begrenzt.

## Geschichte
Der Ort lässt sich spätestens seit 1666 nachweisen, als er mit zwei bis drei Personen in einer Liste der zur Huldigung verpflichteten Einwohner erscheint. 1673 war in Wintersberg (damals noch Wintersbergh) nur der hier ansässige Schöffe „Theiß zu Wintersberg“ als Steuerpflichtiger verzeichnet. Der Ortsname beschreibt vermutlich die topographische Lage der Ortschaft (Winter=„an der Nordseite“) am nördlichen Ende eines Bergrückens. Noch 1803 umfasste der Weiler lediglich drei Wohnhäuser bzw. Hausnummern. Wintersberg gehörte zur Honschaft Höhe, einer von acht Honschaften, aus denen sich das Kirchspiel Aegidienberg spätestens seit Mitte des 18. Jahrhunderts bis zur Auflösung des Herzogtums Berg im Jahre 1806 zusammensetzte.
Bei einer Volkszählung im Jahre 1843 zählte Wintersberg 31 Einwohner in vier Wohngebäuden, bei einer weiteren im Jahre 1885 war die Einwohnerzahl auf 22 in fünf Häusern zurückgegangen. 1951 entstand am Südrand von Wintersberg an der Grenze zu Höhe die Kreisstraße 6, die von Himberg mit Unterquerung der Autobahn über Orscheid nach Wülscheid führt. Die Größe des Weilers blieb mindestens bis zum Jahre 1963 konstant, seither hat sich zumindest die Anzahl der Wohngebäude deutlich auf etwa zehn erhöht. 2006 siedelte sich im Osten von Wintersberg eine Baumschule an, die eine Fläche von zwei Hektar umfasst.

## Wappen

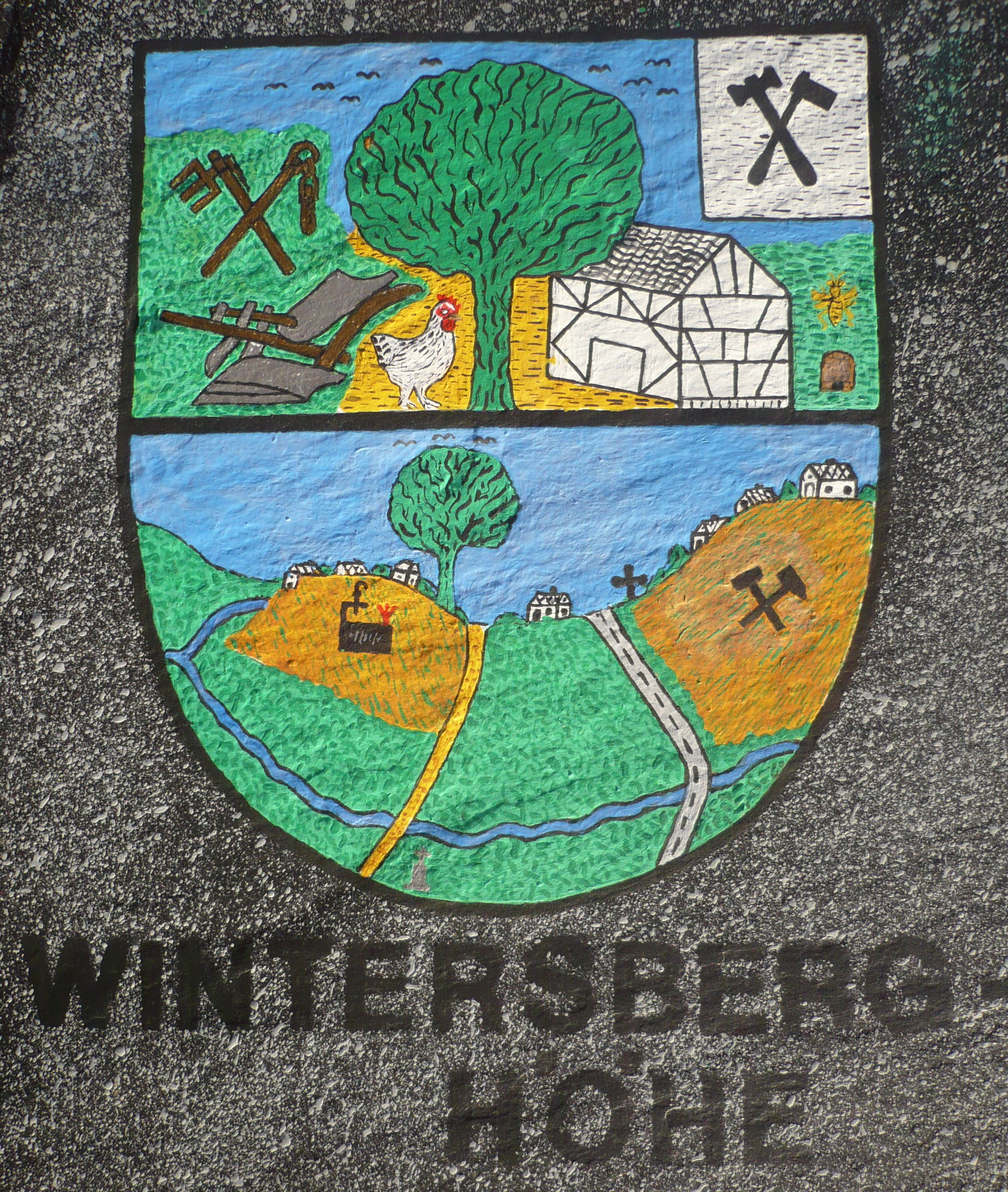
Schiefertafel als Ortswappen

2008 wurde durch den Künstler Richard Lenzgen eine Schiefertafel als Ortswappen von Höhe und Wintersberg geschaffen. Das zweigeteilte Wappen zeigt in der unteren Hälfte die beiden Ortschaften mit ihrer Umgebung aus westlicher Richtung: den bzw. die von Höher Bach und Kochenbach eingerahmten Bergrücken sowie den Wintersberger Weg als altem Kirchweg und die Kreisstraße 6 (Eudenbacher Straße). Beide Ortsteile sind mit Symbolen abgebildet, die an den ehemaligen Erzbergbau am Höher Berg erinnern: Höhe mit Schlägel und Eisen, Wintersberg mit einer Grubenlampe. Ein Wegekreuz steht stellvertretend für die Bedeutung, die früher dem Christentum im Ortsleben beikam. In der oberen Hälfte des Wappens nimmt eine Kastanie einen zentralen Platz ein, die seit Mitte des 19. Jahrhunderts besteht. Sie wird von verschiedenen landwirtschaftlichen Werkzeugen, einem Hahn, einem weiteren Schlägel und Eisen – die Entwicklung von traditionellen zu neuzeitlichen Berufen verkörpernd – und einem Fachwerkhaus flankiert, das für weitere in Wintersberg und Höhe vorhandene steht.